# قرار مجلس الأمن التابع للأمم المتحدة رقم 1469

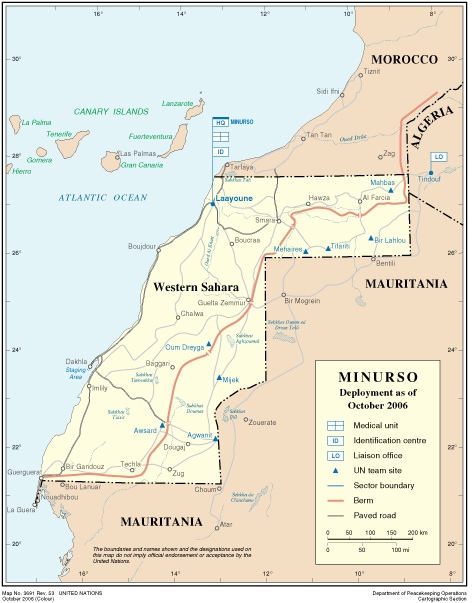
صورة للصحراء الغربية والتي تطالب بها المغرب

قرار مجلس الأمن التابع للأمم المتحدة رقم 1469، المتخذ بالإجماع في 25 آذار / مارس 2003، بعد التذكير بجميع القرارات السابقة بشأن الوضع في الصحراء الغربية، ولا سيما القرار 1429 (2002)، مدد المجلس ولاية بعثة الأمم المتحدة للاستفتاء في الصحراء الغربية لمدة شهرين حتى 31 مايو 2003.
مدد مجلس الأمن عملية البعثة لأعطاء المغرب وجبهة البوليساريو مزيد من الوقت للنظر في المقترحات التي قدمها المبعوث الشخصي الأمين العام جيمس بيكر للتوصل إلى حل سياسي للنزاع، وتقديم وجهات نظرهم. نص الاقتراح على تقرير المصير لشعب الصحراء الغربية. بالإضافة إلى ذلك، طُلب من الأمين العام كوفي عنان تقديم تقرير بحلول 19 مايو / أيار 2003 عن الحالة.

## روابط خارجية
- نص القرار في undocs.org